# Джон Шор

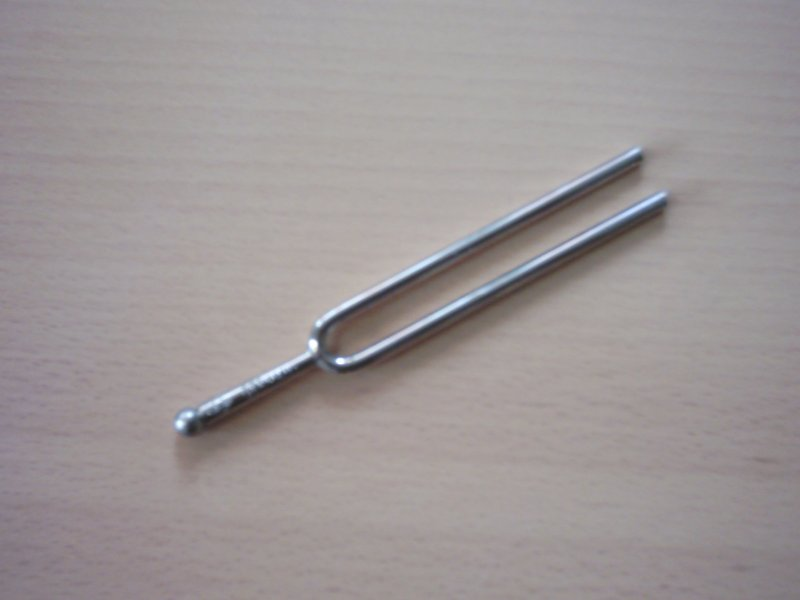
Камертон

Джон Шор (англ. John Shore; *1662 — †1752) — англійський музикант, придворний сурмач британської королеви Анни Стюарт та короля Георга І. Вважається, що саме Джон Шор винайшов камертон у 1711 році.
У 1714 році Джон Шор грав на коронації Георга І. З 1715 року лютніст Королівської капелли. Працював разом з такими видатними композиторами як Генрі Перселл та Георг Фрідріх Гендель.

## Джерело
- Watkins Shaw, ‘Shore, John (c.1662–1752)’, rev., Oxford Dictionary of National Biography, Oxford University Press, 2004, accessed 20 Dec 2007